# Michael Heberer (Schriftsteller)

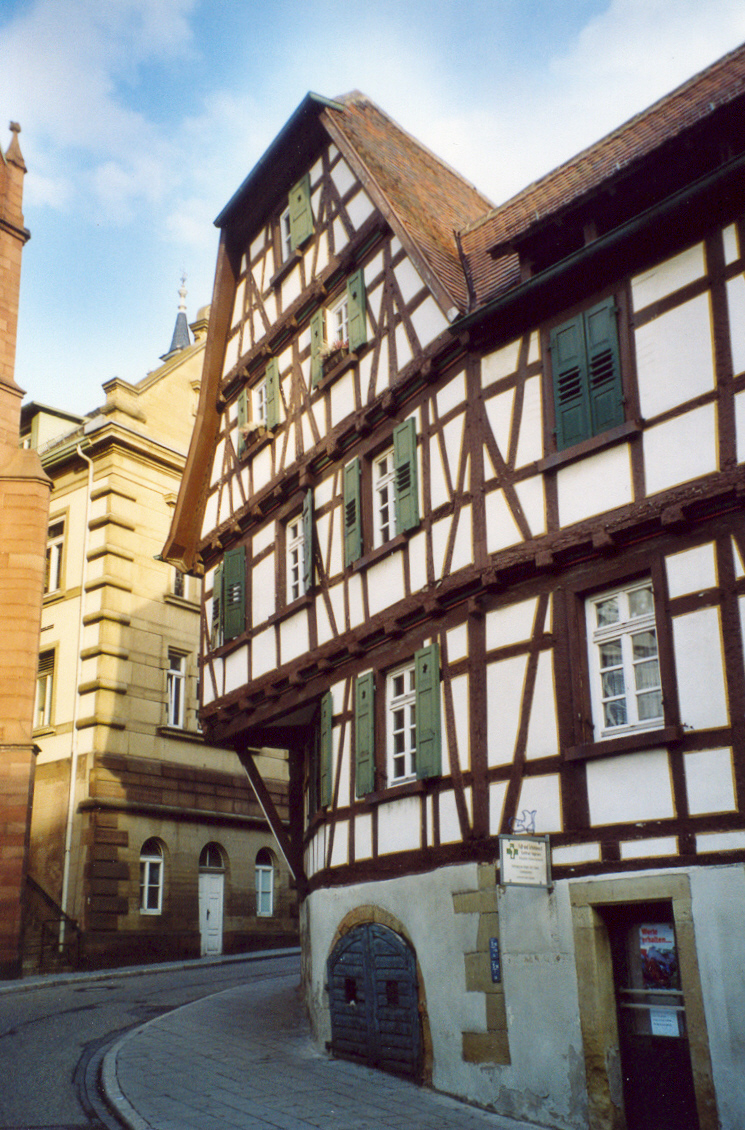
Geboren im Hebererhaus (Zustand vor dem Brand von 2007)

Michael Heberer (* um 1560 in Bretten; † nach 1623) war ein deutscher Reiseschriftsteller und Lyriker.

## Leben
Heberer war mütterlicherseits mit Philipp Melanchthon verwandt. Er war Sohn des Johann Heberer und der Katharina Schwarzerdt. Diese war die Tochter des Georg Schwarzerdt, des Bruders des Reformators Philipp Melanchthon (Schwarzerdt). Heberer besuchte zunächst die Schule seiner Heimatstadt und begab sich im Anschluss an das Gymnasium in Heidelberg. Er nahm an der Universität Wittenberg 1575 ein Studium auf, setzte dies 1587 an der Universität Leipzig fort und besuchte wahrscheinlich auch die Universität Heidelberg.
Im Anschluss unternahm er eine Reise, die ihn ab 1582 über Frankreich und Italien bis nach Ägypten führte. Im Mai 1585 gelangte er in türkische Kriegsgefangenschaft, woraufhin er drei Jahre lang als Sklave auf einer Galeere verbrachte. Nachdem er 1587 wieder die Freiheit erlangt hatte, kehrte er über Italien und Spanien zurück nach Deutschland und trat 1592 in die Dienste des Kurfürsten Friedrich IV. von der Pfalz, wo er bis zum Kanzleiregistrator aufstieg.
Nachdem er noch dreimal Reisen durchgeführt hatte, erschien 1610 in Heidelberg seine Lebensbeschreibung, die seine Erlebnisse im Orient schilderte. Diese 1710 erneut aufgelegte Beschreibung schildert seine Erlebnisse, fremde Lebensweisen, religiöse Bräuche, Bau- und Kunstwerke sowie die Natur. Heberer verfasste auch lateinische und deutsche Gedichte.
Sein Geburtshaus, das sogenannte Hebererhaus in Bretten, wurde in der Nacht vom 6. auf den 7. September 2007 durch einen verheerenden Großbrand zerstört. Im Mai 2009 wurde bekannt, dass sich der Wiederaufbau wegen massiver Probleme mit der Versicherung verzögert; seit 2010 befindet sich das Haus aber im Bau.

## Werke
- Aegyptiaca servitus, Heidelberg 1610 (Digitalisat) und Nachdruck unter dem Titel Chur-Pfältzischer Robinson, Frankfurt am Main / Leipzig 1747